# Підпросторова рапсодія (Зоряний шлях)
Підпросторова рапсодія (англ. Subspace Rhapsody) — дев'ята серія другого сезону американського телевізійного серіалу «Зоряний шлях: Дивні нові світи». Сценарій епізоду написали Дана Горґан і Білл Волкофф; режисував Дермотт Доунс. Перший показ відбувся 3 серпня 2023 року.

## Зміст
USS «Enterprise» в Альфа-квадранті перебуває на місці незвичайного явища — природної підпросторової згортки, яка, за теорією Спока, може потроїти швидкість підпросторового зв'язку. На жаль, потужність комп'ютера, необхідна для експерименту, призвела до того, що Ухура фактично стала Телефоністкою комутатора.
Батель планує першу відпустку на планету, яку Пайк вважає туристичною. Батель у захваті, бажаючи побачити Планетарний музей і здійснити поїздку до Скляних островів та Димових озер. Вона бачить вираз обличчя Пайка й зупиняється. Пайк міркує, що, можливо, час був невдалий. Він пропонує відкласти на кілька днів. Батель коротко погоджується, перш ніж вимкнути канал.
До Уни приєднується Ла'ан, пояснюючи, що «Фарагут» відправляє Кірка на «Ентерпрайз». У записці капітана додається, що Кірк сповнений таланту, але все ще має вирішити кілька проблем, перш ніж стати першим офіцером корабля. Ла'ан вважає, що пунктуальність є однією з таких проблем. Уна активує транспортер і вітає Кірка з поверненням на «Ентерпрайзі». Його брат Сем відсутній цього разу. Уна пояснює, що Сем був зайнятий. Уна пригадує, що вона цілий тиждень спостерігала за Пайком, і сподівається, що те саме вплине і на нього на «Фарагуті». Кірк помічає Ла'ан і нагадує, що вона винна йому випивку.
У лікарні Чапель розмірковує, чи буде повідомлення від доктора Корбі ще одним про відмову. Ортегас каже їй забути про вулканців та їхню Академію наук, але ця стипендія, на яку вона подала заявку, була іншою, знаючи про репутацію Корбі. М'Бенга називає його «Луї Пастером археологічної медицини» — серед тисяч заявок на його стипендію лише п'ятьох приймають. Зібравши свою сміливість, Чапель читає повідомлення — її заявку прийнято. Радість Чапель дещо згасає, коли вона розуміє, що мусила розповісти Споку.
Спок захоплений експериментом, дванадцять разів невдало надіславши повідомлення через складку підпростору. Пелія виправляє це на тринадцять і запитує, чому ця згортка призведе до швидшого зв'язку. Спок пояснює, його підтримує Ухура. Потрібні тижні, щоб передати повідомлення; якщо експерименти спрацюють — це буде зв'язок у реальному часі через тисячі світлових років. Ухура починає наспівувати мелодію, що дає Пелії ідею: посилати музику через згортку. Вони намагалися спілкуватися через середовище з різними законами фізики, тож, можливо, фундаментальні гармоніки були б відповіддю. Спок вважає, що ідея може бути чудовою, і залишає Ухурі вибрати пісню. Угура вибирає пісню ««Anything Goes»».
Музика викликає реакцію, але не ту, на яку вони сподівалися. Енергетична хвиля виливається зі згортки й проходить через увесь корабель, на мить дезорієнтуючи всіх членів екіпажу. Пайк запитує Мітчелла, що їх спіткало. Вона повідомляє, що в секторі не було інших кораблів, і це прибуло зі згортки. Пайк в Ухури просить повний звіт. Коли Ухура зустрічається зі Споком, він дивує її, співаючи свою відповідь — що камера змішування та генератор поля утримання стабільні. Пайк дивується, звідки лунає музика, а Ортегас знає, що її не було десь на кораблі. Спок просить вибачення за те, що він, здається, наспівував свої відповіді. Лікар і Чапель музично повідомляють про відсутність травм, «тільки про звичайні».
Музична «інфекція» поширюється на місток, коли Ортегас, потім Уна, по тому Ла'ан і Кірк співають свої звіти. Вся команда захоплена музикою, яка в цей момент закінчується запитанням Пайка: «А чому ми співаємо?»
Це сталося — коментує Пайк, зустрічаючись із командою в кімнаті готовності. Ла'ан повідомляє про «музичні спалахи» по всьому кораблю. Пайк знає, що сплеск виник із підпросторової згортки, і просить Спока допомогти йому. Спок пояснює, як вони надіслали серію передач, останньою була пісня. Спок теоретизує, що частота передачі витіснила поле квантової невизначеності, просячи їх уявити область простору, де численні квантові невизначеності руйнуються настільки швидко та випадково, що створюються нові реальності. В одному з яких мешканці нестримно співали. Ла'ан саркастично ставить собі питання, чи це означало більше невизначеності, М'Бенга дав зрозуміти, що він теж не хотів би бути піддослідним кроликом. Спок запевняє, що це малоймовірно, але вони можуть не закінчити з музикою. «Ентерпрайз» став прив'язаним до цього конкретного поля неймовірності. І спроба вилетіти розширила б його. Пелія помічає, що він схожий на застібку-блискавку, і запитує, чи може він працювати подібно. Пайк, зрозумівши, вказує, що блискавки працюють в обох напрямках, і запитує, чи можна якось «замкнути» поле неймовірності назад у згортку. Спок вважає це можливим, якщо поєднати екранні гармоніки з компенсатором Гейзенберга та підключити до навігаційного дефлектора для генерації променя. Уна знає, що це потрібно робити вручну. Кірк жартома додає, що Спок дуже добре це пояснив і він майже зрозумів.
«Промінь блискавки» мав точно відповідати резонансу складки, і Спок запитує Ухуру про частоту пісні, яку вона надіслала. Він бачить повідомлення від доктора Корбі до Чапель, і запитує, чи були новини сприятливими. Ухура розуміє, що Спок і Чапель стали близькими. Спок підтверджує — вони стали більше, ніж колеги та визнає, що їхні комунікації зіткнулися з проблемами. Уна просить Ухуру дані про гармоніки.
Кірк працює всередині трубки Джеффріса, що з'єднує реле. Уна знає про свою репутацію та вирішила застосувати більш «практичний» підхід. Кірк згадує, що останній перший офіцер на «Фарагуті» точно тримався на відстані. Уна називає такий стиль командування «першою помилкою» — і музика починається знову, коли вона радить Кірку «підключитися до його правди» та більше спілкуватися зі своїм екіпажем. Вони фактично починають танцювати свій шлях до наступного тунелю, а Ла'ан спостерігає з-за рогу.
Ла'ан, сама захоплена музикою, запитує, як Уна змогла виразити себе. Її слова повертаються до того часу, коли вона вперше зустріла Кірка — в альтернативній реальності, а потім перенеслася назад у часі у 21 століття. Коли пісня закінчується, вона усвідомлює, що ділиться з Пайком у турболіфті до мосту: спів спонукав їх висловити дуже особисту емоційну інформацію. Пайк дещо приголомшений думкою, що їхні емоції можуть становити загрозу безпеці, але Ла'ан упевнена, що це так. Бачачи, як їй незручно, Пайк сподівається, що все, що вона тримає, не обернеться таким чином.
На містку Спок повідомляє, що компенсатор Гейзенберга налаштований за допомогою гармонік екрана, щоб згорнути музичну реальність. Обидва лейтенанти Кірки перебувають у транспортній кімнаті й роблять останні налаштування, і обидва сперечаються. Джим думає, що вона розмовляла з ним, але Сем каже, що він там працював. Джим нагадує, що це був не його відділ; Сем заперечує, що його призначили на прохання Джима. Джим активує дефлектор, а Уна віддає наказ вистрілити з «блискавки».
Спочатку здається, що це працює, але складка вивільняє ще один приплив енергії, і Ортегас бачить, що це не було «блискавкою». Пайк запитує що сталося, але Спок не може визначити. Приходить повідомлення від USS «Cayuga». Пайк каже Споку визначити, що трапилося. Схоже, що Батель опинилася в тій самій проблемі, що й «Ентерпрайз», оскільки її повідомлення є римованим проханням провести приватну розмову в більш стриманому місці — а потім співає свої вибачення за римування. Пайк каже, що йому доведеться передзвонити їй, але Батель музично обриває його, звинувачуючи в тому, що він постійно втікає. Пайк також захоплений піснею, запитуючи, чому вся провина була на ньому, і збирається зробити коментар щодо свого вибору місця відпустки — перш ніж ловить себе, не бажаючи говорити так перед командою.
Коли їхній музичний поєдинок триває, намагаючись вести «приватну» розмову про своє розчарування, Ла'ан перериває спілкування. Пайк збентежений, чому він визнав усе, що щойно співав, Ла'ан знову наголошує, що це була загроза безпеці. Спок повідомляє, що поле неймовірності поширювалося через всю підпросторову комунікаційну мережу — впливаючи на весь Зоряний флот.
Уна зв'язалася з адміралом Ейпріл — поле неймовірності поширилося на дванадцять кораблів, і дав знати («напрочуд гарним баритоном») — він хотів би, щоб це припинилося. Пайк запитує, чи мали вони якусь ідею, чому реальність змушувала їх зізнатися у своїх найглибших почуттях. Ла'ан злегка дивиться позаду на Кірка. У Ухури є теорія: оскільки це була музична реальність, вони дотримувалися правил мюзиклів. А Уна, прихильниця мюзиклів, знала, що персонажі починають співати, коли їхні емоції настільки загострюються, що слів не вистачає. Пайк пропонує запустити серію фотонних торпед, щоб «опустити завісу», Спок вважає, що це можливо; достатній вибух матерії та антиматерії міг би вирвати їх із поля неймовірності та звільнити постраждалі кораблі від музичної реальності. Однак хоче спочатку перевірити його в контрольованому середовищі. У Ла'ан є ідея (і Кірк завершує її) про випромінювання субатомних частинок із самої згортки. Уна зазначає, що це вимагає перехресного націлювання.
На подив Уни, Ла'ан відмовляється від завдання. Ла'ан зізнається, що вона не почувалася собою. Уна розуміє, що їй незручно співати Кірку. Ла'ан каже, що гіпотетично вона може відчувати до нього почуття, і вони становлять потенційний просторово-часовий ризик для безпеки. Музика починається знову, Уна розповідає їй про людей, які можуть ускладнити життя, і закликає сказати стільки правди, скільки вона відчуває, «без драми». Вона вимикає штучну гравітацію в кімнаті готовності, танцюючи в повітрі з Ла'ан, поки пісня продовжується. По всьому кораблю інші в подібних ситуаціях розмірковують про власне майбутнє з кимось іншим: Чапель у лікарні, Спок у інженерії та Пайк у своїй каюті. Уна також вказує на своє вміння зберігати таємниці. І те, як це вміння їй більше не служило.
Ла'ан приєднується до Кірка в транспортній кімнаті. Він перепрошує за те, що він ніби віддає накази, оскільки він був на її кораблі. Сканер молекулярного зображення не зміг сфокусувати сигнал, але Ла'ан додає потужність, і вони успішно переносять частинки на борт. Кірк переносить їх у технічний відділ, а потім саркастично зазначає, що це було захопливо, хоча не настільки, як Спок і Ухура підірвуть їх. А проте він вважає, що вони з Ла'ан — хороша команда, і їм варто частіше працювати разом. Ла'ан, що намагається виразити свої почуття словами, не може пройти набагато далі, перш ніж корабель різко розхитується.
Тестовий вибух майже знищив техніку, що змусило Пайка задуматися, що станеться, якщо застосувати його до самої згортки. Аналіз показує, що ефект поширився б через всю підпросторову мережу, знищивши все. Він порівнює це із змочуванням поля неймовірності в гасі та піднесенням до нього сірника. Ухура приймає вхідну передачу, і Пайк попереджає не відповідати, боячись поширити музичну «інфекцію» далі. Спок тріангулює джерело, виявляючи підпис, що надходить на високій швидкості деформації, за допомогою клінгонського шифрування. Уна вважає, що останнє, чого хтось хотів би, це спів клінгонів. Пайк наказує Ухурі надіслати проксі-повідомлення через Командування Зоряного Флоту, вказуючи їм негайно повернутися. Корабель припинив вітати, але Ухура отримує повідомлення — поле неймовірності вже вразило їх.
Ухура відтворює повідомлення. Це генерал Гарког з Імперських клінгонських сил оборони, він повідомляє, що їх «ухилення» викликало підозри, і клінгони визначили джерело своєї «ганьби». Він має намір знищити його і попереджає «Ентерпрайз» не намагатися його зупинити. Пайк розуміє, що вони збиралися стріляти по згортці підпростору.
Пайк повідомляє команду, що корабель Гаркога прибуде через дві години. Спок попереджає — якби клінгони виконали свою місію, усі, хто постраждав від поля неймовірності, були б знищені. Пайк знає, що їх потрібно зупинити будь-якою ціною, і запитує варіанти. Уна просить Ла'ан про тактичну стратегію. Ла'ан просить Кірка приєднатися до неї. Пайк звертається до Спока та Ухури, запитуючи про шанси вимкнути поле неймовірності до прибуття клінгонів. Спок визнає, що вони погано володіли наявними даними. Пайк пропонує знайти нові дані; вони застосовували старі правила до нової реальності, й пропонує знайти інший темп — і швидко.
Спок пропонує використовувати самі пісні та частоту, яку вони створюють, як їх засоби. Ухура нагадує йому, що згідно з музичними правилами, пісні починаються в моменти сильних емоцій. Чапель вважає дивним святкувати в такий час, але Сем непохитний, що їхні життя не повинні закінчуватися кожного разу, коли корабель потрапляє в біду. Ортегас погоджується, кажучи, що вони були там, щоб відсвяткувати її перемогу. Спок запитує, чому вона не сказала йому, і чи було це навмисно. Чапель хоче обговорити це пізніше, але Спок наполягає. За сигналом починається музика, і Ухура починає сканувати. Чапель вважає, що це була далека мрія, але тепер товариство побачило її як «одну зі своїх». Уся команда у вітальні підхоплюються зі спонтанним співом і танцями, які відзначають досягнення Чапель.
Ла'ан і Кірк розглядають специфікації корабля клінгонів; Уна запропонувала вразити гармати-дизраптори та носові торпеди. Ла'ан визнає, вирішивши зробити це до того, як вона вирвалася в морську серенаду, що вона зустріла альтернативну версію Кірка. Ла'ан каже йому, що інший Кірк зустрів її «справжнє» я, тому що він ніколи не чув її імені, і визнає, що їй це сподобалося. Кірк зізнається, що відчув подібний зв'язок, коли вона вперше зателефонувала йому. Він визнає, що іноді мав стосунки з Керол Маркус, вченою із Зоряної бази 1. Він думає, що вона сподобається Ла'ан. Він визнає, що не мав тенденції залишатися на одному місці дуже довго, що було дедалі більшою проблемою… тому що Керол була вагітна.
Ухура знаходить Спока, явно нещасного; він аналізував дані. Він додає — не очікував, що Чапель буде спроможна остаточно розірвати домовленості. Захоплений музикою, Спок визнає, що «зрадив» свою основну філософію щодо стосунків із Чапель. Коли пісня виконана, він просить вибачення й залишає Ухуру — щоб вона також захопилася її власною піснею, шукаючи шаблон і знаючи, що їй доведеться виконувати роботу самій. Потім вона усвідомлює, що шаблони повторюються, і незабаром визнає, що вона «хороша з соло».
Ухура повідомляє Пайку, що спів викликає стрибки квантових ймовірностей у полі. Вона вважає — якщо їм вдасться досягти стрибків до 344 гіга-електронвольт, це зруйнує поле. Пайк запитує, як вони можуть це зробити, адже по дорозі було виявлено ще два клінгонські кораблі. Ухура нагадує, що пісня може бути спільною — використовуватися під час поклоніння та святкування. Лише соло з деякими додатковими вокалами — створили сплеск у 40 електрон-вольт. Ухура вважає, що їм потрібен грандіозний фінал, мелодії та гармонії з тональними співвідношеннями із алгоритмічним і логарифмічним балансом у масовому масштабі. Для цього вся команда мала співати разом. Спок бачить завдання надихнути членів команди спонтанно заспівати, а Пайк вважає, що це робота для офіцера зв'язку. Ухура протестує, але Пайк впевнений, що зможе.
Пайк звертається до всього корабля, що вони пройдуть разом, дотримуючись одного голосу: голосу «Ентерпрайза». Ухура відкриває рівні поля неймовірності, Пайк мовчки заохочує її продовжувати. Ухура запитує, які шанси, що вони всі опинилися там, разом, на цьому кораблі і в той момент. Починається музика, Ухура співає про їхню мету — інші учасники екіпажу приєднуються до неї. Поступово команда починає слухати музику, співаючи й танцюючи коридорами, коли рівень електровольт зростає. Але навіть з усією командою цього було недостатньо, і Пайк змушує Ухуру вітати клінгонів. Гарког спочатку чинить опір, потім він і його команда вриваються в музичний номер, погрожуючи помстою. «Ентерпрайз» і три клінгонські кораблі крутяться за музичною схемою, коли пісня досягає кульмінації, досягаючи необхідних рівнів. Згортка підпростору вибухає потоком світла. Екіпаж «Ентерпрайзу» святкує успіх. Пайк змушує Ухуру вітати клінгонів, вважаючи, що їм потрібно лагодити паркани.
У вітальні екіпажу Ла'ан залишається наодинці зі своїми думками, до неї приєднується Уна. Ла'ан визнає, що сказала Кірку правду, і все пішло не дуже добре. Хоча це було боляче, вона все одно рада, що ризикнула.
Пайк готує вечерю для себе та Батель, який все ще розлючена, що він збрехав їй. Пайк спочатку намагається відвернутися, перш ніж зізнатися, що йому це звучало як кошмар. Він віддавав перевагу чомусь простому й тихішому, наприклад, кемпінгу. Батель нагадує, що вони могли бути чесними у таких дрібницях, як відпустка, і він вибачається. Однак у неї є «хороші та погані новини» — вони мали більше часу, щоб спланувати свою компромісну відпустку, оскільки її викликали на першочергову місію. Пайк жартома запитує, як він міг бути впевненим, що зараз не вона виправдовується.
Усі кораблі Федерації повернулися до нормального режиму, і Спок зміг знову вступити в дипломатію із кривавим вином, відчуваючи наслідки чергового похмілля. Коли Пайк увійшов, він подумав, що було б ідеєю поділитися своїми знахідками з кораблями не Федерації, і пропонує відкрити канал для всіх, хто перебуває поблизу. Беручись до роботи, Угура починає наспівувати пісню, через що вся бригада мосту дивиться на неї. «Вибачте, нав'язлива звичка» — каже вона, перш ніж повернутися до роботи.

## Сприйняття та відгуки
На сайті «Rotten Tomatoes» епізод станом на серпень 2024 року ще оцінено.
В огляді «StarTrek.com» зазначалося: «Нещасний випадок з експериментальним полем квантової ймовірності змушує всіх на USS „Enterprise“ нестримно заспівати. Але справжня небезпека полягає в тому, що поле розширюється — і починає впливати на інші кораблі — як союзників, так і ворогів.»
В огляді «Den of Geek» зазначено: «Більшість глядачів, мабуть, припускали, що гучний епізод мюзиклу „Зоряного шляху“ буде в основному маркетинговим трюком, простодушною, здебільшого одноразовою годиною, яка мало що може запропонувати — окрім шансу побачити, як наші улюбленці співають і танцюють разом. Але натомість „Subspace Rhapsody“ — це напрочуд продумане дослідження спільноти та зв'язків, серія, яку не тільки неймовірно весело дивитися, але й яка щиро приймає обраний формат, використовуючи ширшу структуру оповіді традиційного музичного театру — щоб сказати щось значуще про його персонажі та їхні різноманітні подорожі.»
«TV Tropes» здійснює детальний розбір аналогій, суперечностей та недоречностей епізоду.
В огляді «TrekMovie.com» зазначено: «„Subspace Rhapsody“ напевно увійде до списку епізодів франшизи, про які найбільше говорять. Любителі музики будуть радіти, а інші вважатимуть це простодушним або навіть банальним. І все ж завдяки чистому артистизму та сміливості варто переглянути його хоч би раз. Хоча це різка тональна зміна від темного епізоду минулого тижня, вона добре вписується в сезон, забезпечуючи ключову точку повороту до фіналу сезону. І, можливо, це один із тих епізодів, у яких краще уникнути надмірного аналізу. Тож цього разу просто сядьте зручніше та насолоджуйтеся. І підспівуйте, якщо хочете.»
На сайті «IMDb» станом на серпень 2024 року епізод отримав 6.8 з 10 зірок схвалення при 12000 голосах.

## Знімались
| Актор             | Роль               |
| ----------------- | ------------------ |
| Енсон Маунт       | Крістофер Пайк     |
| Ітан Пек          | Спок               |
| Крістіна Чонг     | Ла'ан Нуньєн Сінгх |
| Джесс Буш         | Кристина Чапель    |
| Селія Роуз Гудінг | Нійота Ухура       |
| Мелісса Навія     | Еріка Ортегас      |
| Бабс Олусанмокун  | Доктор М'Бенга     |
| Ребекка Ромейн    | Номер Один         |
| Пол Веслі         | Джеймс Кірк        |
| Мелані Скрофано   | Марі Батель        |
| Ден Жанотт        | Джордж Семюел      |
| Брюс Горак        | Гарког             |
| Керол Кейн        | Пелія              |
| Ронг Фу           | Дженна Мітчелл     |
| Дені Джаззар      | танцівник          |